# جيمس أبراهارت
جيمس جيهارت أبراهارت (بالإنجليزية: James "JHart" Abrahart )‏ (من مواليد 12 يونيو 1988). هو مغني بريطاني صاحب مبيعات كبيرة لاسطواناته، رشح لجائزة غرامي، وكاتب أغاني ومنتج، من لوس أنجلوس. وقد عمل مع عدد من الفنانين المشهورين من بينهم أشير وجاستين بيبر وكاميلا كابيو وكايغو وكىيي براون وليتل ميكس ومارتن غاركس وجاستين دبرولو وفيفث هيرموني، كيث أوربان وتري سونجز وكيلسي باليريني وكيفن جيتس وغيرهم آخرين. جمعت إنتاجاته أكثر من 8 ملايين دولار في المبيعات.

## روابط خارجية
- جيمس أبراهارت على موقع ميوزك برينز (الإنجليزية)
- جيمس أبراهارت على موقع ديسكوغز (الإنجليزية)
- جيمس أبراهارت على موقع ديسكوغز (الإنجليزية)